# Кристијан Шмит
Ханс Кристијан Фридрих Шмит (њем. Hans Christian Friedrich Schmidt; Обернцен, 26. август 1957) њемачки је политичар и адвокат.
Шмит је био парламентарни државни секретар у њемачком Савезном министарству одбране од 2005. до 2013. и парламентарни државни секретар у њемачком Савезном министарству за економску сарадњу и развој од децембра 2013. до фебруара 2014. године. На челу Савезног министарства хране и пољопривреде био је од 2014. до 2018. године.
Посланик је у Бундестагу за изборни округ Фирт и члан Хришћанско-социјалне уније Баварске.
Амбасадори земаља чланица Управног одбора Савјета за провођење мира именовали су 27. маја 2021. Шмита за сљедећег високог представника у Босни и Херцеговини. Дужност је преузео 1. августа 2021. када је ступила на снагу оставка Валентина Инцка, који је дужност високог представника обављао од 2009. године. Није именован резолуцијом Савјета безбједности ОУН у складу са чланом 1. Анекса 10 (Споразума о цивилном спровођењу) Општег оквирног споразума за мир у Босни и Херцеговини, за разлику од претходних Високих представника због чега му је ауторитет оспорен.